# 許永中
許 永中（きょ えいちゅう、ホ・ヨンジュン、허 영중、1947年〈昭和22年〉2月24日 - ）は、在日韓国人の実業家。大阪市出身。通名は野村 永中（のむら えいちゅう）あるいは藤田 永中（ふじた えいちゅう）。
戦後最大級の経済事件に関与し、「闇の紳士」「フィクサー」と呼ばれた。

## 略歴

### 生い立ち
大阪市大淀区（現・北区）中津の同和地区と在日韓国人地区の混在した場所に生まれる。許の父親は第二次世界大戦前に日本統治時代の朝鮮の釜山から日本に渡り通名として「湖山」を称した。
1959年（昭和34年）大阪市立大淀中学校に入学。大阪府立北野高等学校進学を目指したが、教諭から合格レベルに届かないと言われて変更、1962年4月大阪府立東淀川高等学校に入学。
国立の大阪大学進学を目指したが、教諭から無理だと言われて大阪府立大学に変更したが入学試験に失敗。1965年4月に大阪工業大学に入学。大学卒業者の初任給が月2万円の当時、大阪工業大学の学費は年20万円も掛かったが、母と姉に工面してもらった。
大阪工業大学では柔道部で活躍するも、麻雀とパチンコに熱中し、3年で中退した。
大阪工業大学中退後は、不動産広告業者の秘書兼運転手として働く傍ら、経営について学んだ。同じ頃に日本人女性と結婚する。「湖山」姓が在日朝鮮人特有の姓であり、ビジネスで不利になるとの考えから交際中に日本人女性の姓である「藤田」を通名とした。

### 「フィクサー」
部落解放同盟の幹部と昵懇になり、大阪府の同和対策事業に食い込む。
また、第二次世界大戦後最大のフィクサーの1人といわれた大谷貴義にボディーガード兼運転手として仕え、フィクサー業の修行をした。1975年に休眠会社だった大淀建設を買収し社長に就任した。その後、暴力団山口組の宅見勝などとも関係を結ぶ。
1984年、日本レース株買い占め事件で注目を浴びる。また全斗煥韓国大統領の実弟とも交友関係を持ち、韓国政界にも人脈を持つ。
1989年、大阪韓国青年商工会設立。

### 「イトマン事件」
平成期初期のバブル景気時に発覚した日本の戦後最大規模の経済不正経理事件と言われる「イトマン事件」で、イトマンを利用して絵画やゴルフ場開発などの不正経理を行い、1991年7月23日に商法の特別背任、並びに法人税法違反の罪で逮捕された。起訴された後、6億円の保釈保証金を支払い保釈を受けた（許自身が3億円を負担し、残り3億円は弁護士団が負担した）。

### 韓国に逃亡
1997年に妻の実家の法要を理由に裁判所の旅行許可を得て、9月27日から10月1日までの予定で韓国に出国。宿泊先のソウル新羅ホテルで倒れ、同市内の延世大付属セブランス病院心臓内科に入院した後に逃亡。保釈を取り消されて6億円の保釈金は没取された。これは没取額としては当時史上最高額だった。（のちにカルロス・ゴーンがプライベートジェットで密出国し、保釈が取り消されたため2019年12月31日に合計15億円(保釈時10億円と再保釈時5億円)没取され記録更新）
2年後の1999年11月5日に東京都港区のホテル・グランパシフィック・メリディアンで身柄を拘束されるまで国内外で潜伏を続けていた。なお、逃亡中に韓国に渡っていたとの証言もある。
なお潜伏中にも、日本国内で亀井静香や田中森一、松井章圭と会っていたと言われ、亀井はそれを否定しているものの、田中は自書で、松井は週刊誌で会っていたことを認めている（田中はイトマン元常務である伊藤寿永光の弁護人だが、許永中の弁護人ではない）。

### 現在
2001年に、上記イトマン事件により地裁で懲役7年6か月・罰金5億円の実刑判決を言い渡されたが、その後、控訴、上告した。しかし2005年10月に最高裁で上告棄却決定がされて、実刑判決が確定判決となり、黒羽刑務所に収監された。
また、石橋産業から合計約179億円の約束手形をだまし取った詐欺事件（石橋産業事件）で、懲役6年の実刑判決を言い渡され、上告していたが、平成20年（2008年）2月12日に上告棄却決定がされ、こちらの刑期が加算された。
2012年12月、母国韓国での服役を希望し、国際条約に基づき移送されていることが判明。これにより日本における特別永住者の立場を喪失した。刑期満了日は2014年9月だが、その1年前の2013年9月30日にソウル南部矯導所（ソウル南部拘置所）より仮釈放された。
2017年12月、日本のテレビ番組（日経スペシャル ガイアの夜明け）に出演し、その健在ぶりをアピールした。

## 人物
- 身長180cm、体重100kgの巨漢で、スキンヘッドがトレードマークであった。
- 多くの政治家や暴力団、大企業と関係を持っていたとされており、株買い占めや会社乗っ取りなど大型経済事件が起こるたびに背後にその存在が取り沙汰されてきた[4]。また亀井静香とはお互いに「兄弟」と呼び合う程親密な関係であった。これらの関係を結ぶことで「闇世界のフィクサー」「地下金脈の大物」と呼ばれた[4]。
- 「百万なら人は断るが、一千万なら受け取ってしまう」という、つまり相手の予想を超える金額を示し人を動かす手法で暗躍した。一説には、10億円をその場で差し出し迫ったこともあると言われた。
- 元極真空手選手の松井章圭と深い関係にあり、大山倍達死後に極真カラテの大会スポンサーになったこともある。
- 大相撲の横綱免許の家元だった吉田司家とも関係があり、過去に同家で金融関係のトラブルがあった際に事件に介入し、同家が持っていた三種の神器を譲り受けたという[11]。その後それを利用して日本相撲協会に接近し、特に当時の境川理事長とは懇意となった[12]。境川とは「大阪に国技館を作る」という構想で意気投合し、実際にJR大阪駅付近の候補地を二人で下見に行ったりもしたという[12]。
- トレードマークの眼鏡は、元々からではなく、若い頃、敵対していた暴力団組織との抗争に巻き込まれ、失明寸前の大ケガを負わされたことが原因で、視力が低下してしまったためである。
- 在日韓国・朝鮮人の中には、許を「在日の恥」と考える者もいることについては本人も認めた上で「私のつたなさで、結局在日のイメージを貶めたことの反省というんか、申し訳ないという気持ちは間違いなくある」と述べている[2]。

## 著書
- 『海峡に立つ 泥と血の我が半生』（小学館、2019年）

### 関連書籍
- 伊藤博敏 『許永中「追跡15年」全データ』 小学館文庫、2000年11月。ISBN 4094047913
- グループK21・一ノ宮美成 「第三章 許永中被告はなぜ消えたのか―その真相を追う」『関西に蠢く懲りない面々 暴力とカネの地下水脈』講談社＋α文庫、2004年、87-102頁 ISBN 978-4062568227